# Цюрс

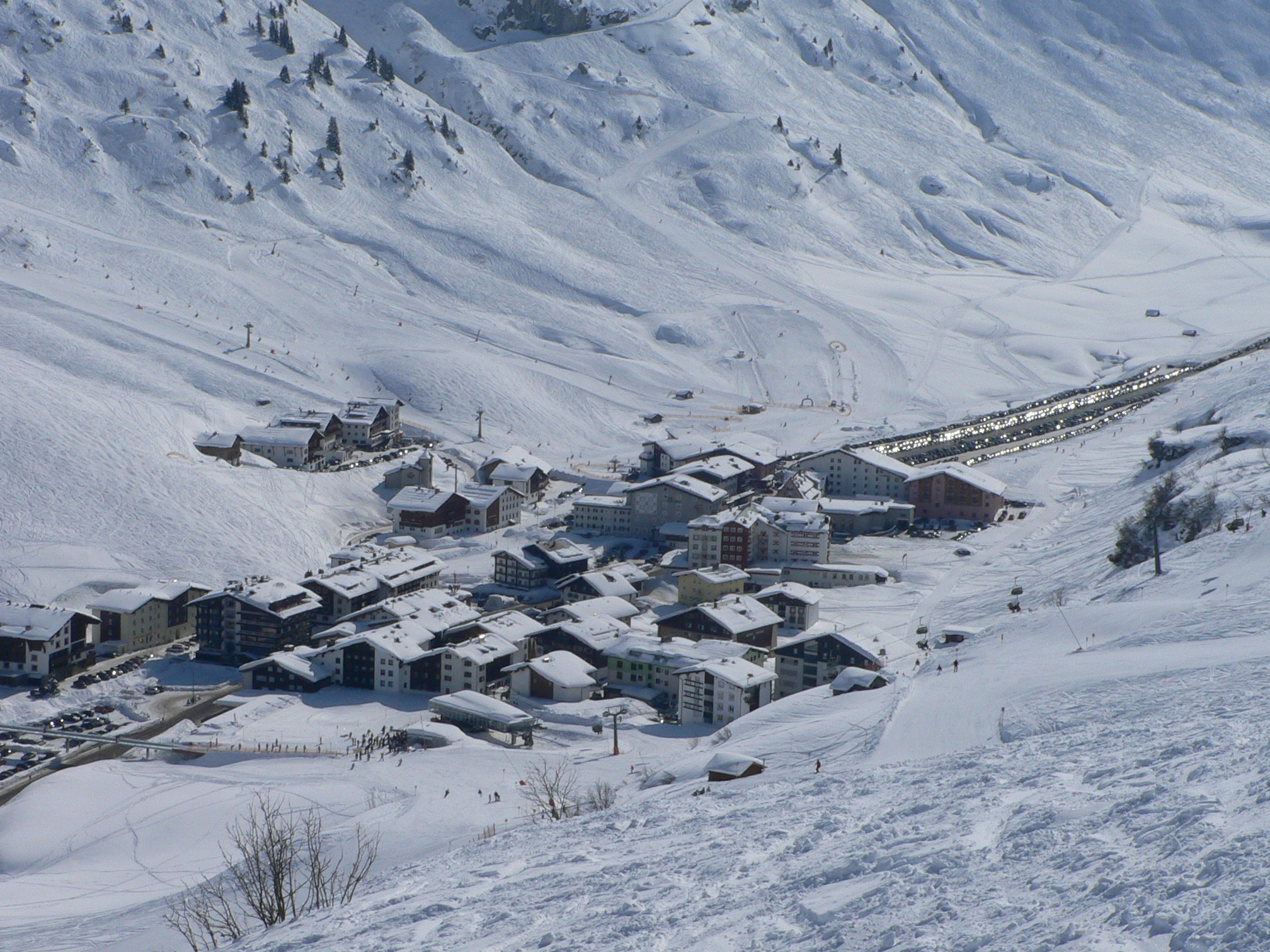
Курорт Цюрс

Цюрс (нем. Zürs) — горнолыжный курорт в Форарльберге, Австрия. Входит в состав туристического региона Арльберг.
Курорт расположен на высоте 1717 м над уровнем моря. Здесь находится несколько дорогих отелей и горнолыжные трассы. В Цюрсе в начале XX века была организована первая школа катания на горных лыжах, а в 1937 году здесь был построен один из первых австрийских подъемников. Трассы поднимаются от гостиниц на километровую высоту, а потом расходятся вверх в разные стороны, предоставляя возможность выбора, как для новичков, так и для любителей сложных спусков, где перепад высот составляет 1450—2753 м.
В зимнее время курорт имеет низкую транспортную доступность из-за частых лавин и снежных заносов.